# Mycobacterium leprae
Mycobacterium leprae (prątek trądu) – kwasooporna, słabo Gram-dodatnia bakteria, która jest czynnikiem etiologicznym trądu – choroby zakaźnej występującej głównie w krajach tropikalnych. Podobnie jak w przypadku prątków gruźlicy, bakterie rozmnażają się powoli, okres inkubacji jest długi, nawet do 20 lat. Objawy kliniczne zależą głównie od odpowiedzi immunologicznej gospodarza. Została odkryta w 1873 roku przez norweskiego lekarza Gerharda Armauera Hansena.

## Właściwości
Mycobacterium leprae to Gram dodatnia, silnie kwasooporna tlenowa bakteria. Nieruchoma, nie tworzy zarodników. Kształt pałeczkowaty, z równoległymi bokami i zaokrąglonymi końcami. Wielkością i kształtem zbliżona do prątka gruźliczego. Występuje głównie w zmianach spowodowanych przez trąd. Bakterie często są ułożone w tzw. palisady, nie tworząc łańcuchów. Tworzą zewnątrz- lub wewnątrzkomórkowe otorbione masy. Mycobacterium leprae jest bezwzględnie wewnątrzkomórkowym pasożytem, jego przeżycie poza komórkami gospodarza jest niemożliwe. W związku z tym nie rośnie na podłożach sztucznych. Bakteria może być hodowana na niektórych podłożach komórkowych, do niedawna do celów diagnostycznych korzystano z zakażania pancerników, które w związku z niższym, w porównaniu do innych ssaków, tempem metabolizmu, mają niższą temperaturę ciała (28-33 °C). Optymalną temperaturą wzrostu jest 27-30 °C, co tłumaczy, dlaczego infekcje lokalizują się głównie na kończynach, a nie w cieplejszych bardziej wewnętrznych częściach organizmu.

## Czynniki wirulencji
- PGL-1 (fenolowy glikolipid) – wiąże się z lamininą-2 oraz białkiem na powierzchni komórek Schwanna (białko Hlp), powodując ich apoptozę[6][7][5];
- Lipoarabinomannan – jest to lipoglikan występujący w ścianie komórkowej, hamuje aktywność makrofagów[5].

## Epidemiologia
W 2011 roku na świecie zarejestrowano około 220 000 nowych przypadków osób zarażonych prątkami trądu.

## Zakaźność
Bakterie są przenoszone pomiędzy ludźmi poprzez kontakt bezpośredni lub poprzez wdychanie zakażonych aerozoli. Postać lepromatyczna jest bardzo zakaźna w przeciwieństwie do tuberkuloidowej.

## Chorobotwórczość

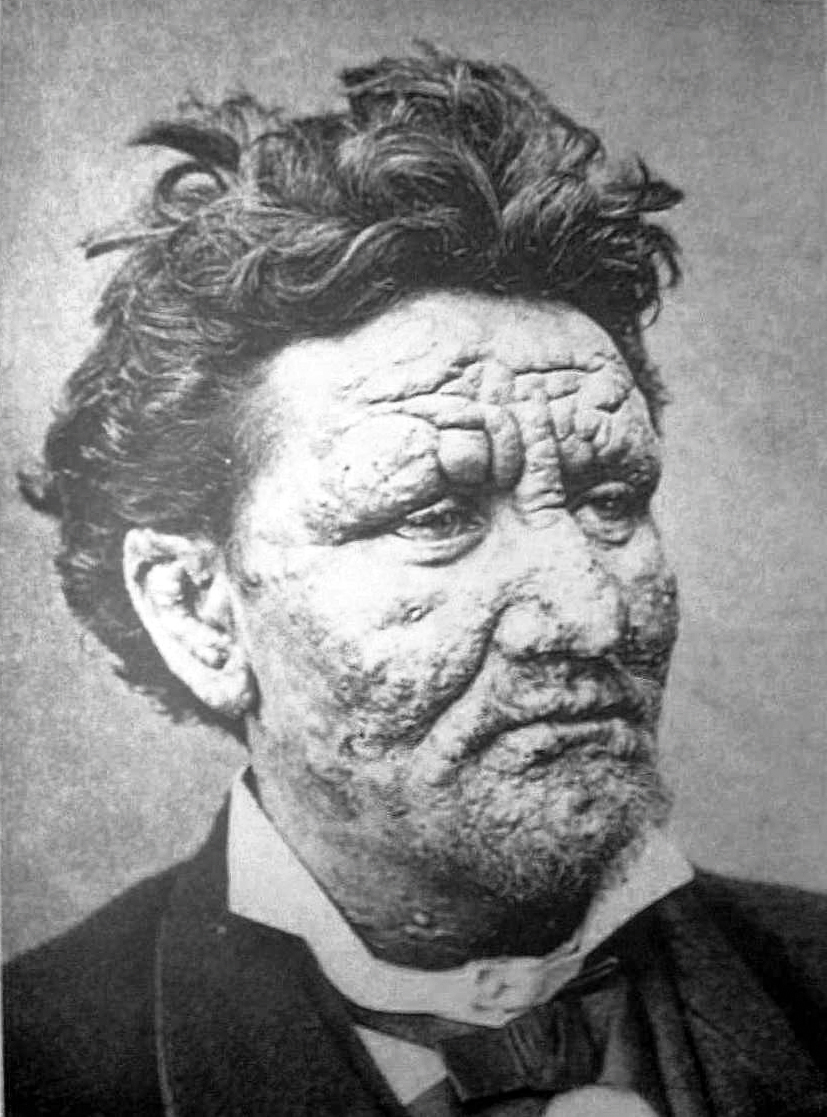
24-letni pacjent chorujący na trąd

Mycobacterium leprae powoduje trąd, który przebiega w dwóch postaciach: tuberkuloidowej i lepromatycznej. Różne postacie choroby wynikają z różnej odpowiedzi na patogen. U pacjentów, u których rozwija się odpowiedź typu komórkowego (odpowiedź limfocytów Th1), występuje postać tuberkuloidowa, która cechuje się łagodniejszym przebiegiem. W tej postaci występują plamki oraz plackowate przebarwienia na skórze. Zmiany są skąpoprątkowe, mają wyniosłe, rumieniowate brzegi i suche centrum. Bakterie, wnikając do nerwów czuciowych, prowadzą do ich zniszczenia i pozbawienia czucia w unerwianym obszarze. Prowadzi to do wtórnych uszkodzeń, a następnie zakażeń innymi bakteriami. W przypadku dominacji odpowiedzi limfocytów Th2 rozwija się postać lepromatyczna, w której odpowiedź typu komórkowego jest słaba. W jej przebiegu prawdopodobnie dochodzi do rozsiewu drogą krwionośną. Zmiany są bogatoprątkowe. Postać charakteryzuje się obecnością rozlanych ziarninowatych zmian z ogromną liczbą prątków w skórze, błonach śluzowych, nerwach obwodowych, kościach i narządach wewnętrznych. W wyniku bliznowacenia dochodzi do pogrubienia luźnej skóry na czole, wargach oraz uszach i wytworzenia tzw. lwiej twarzy.

## Diagnostyka

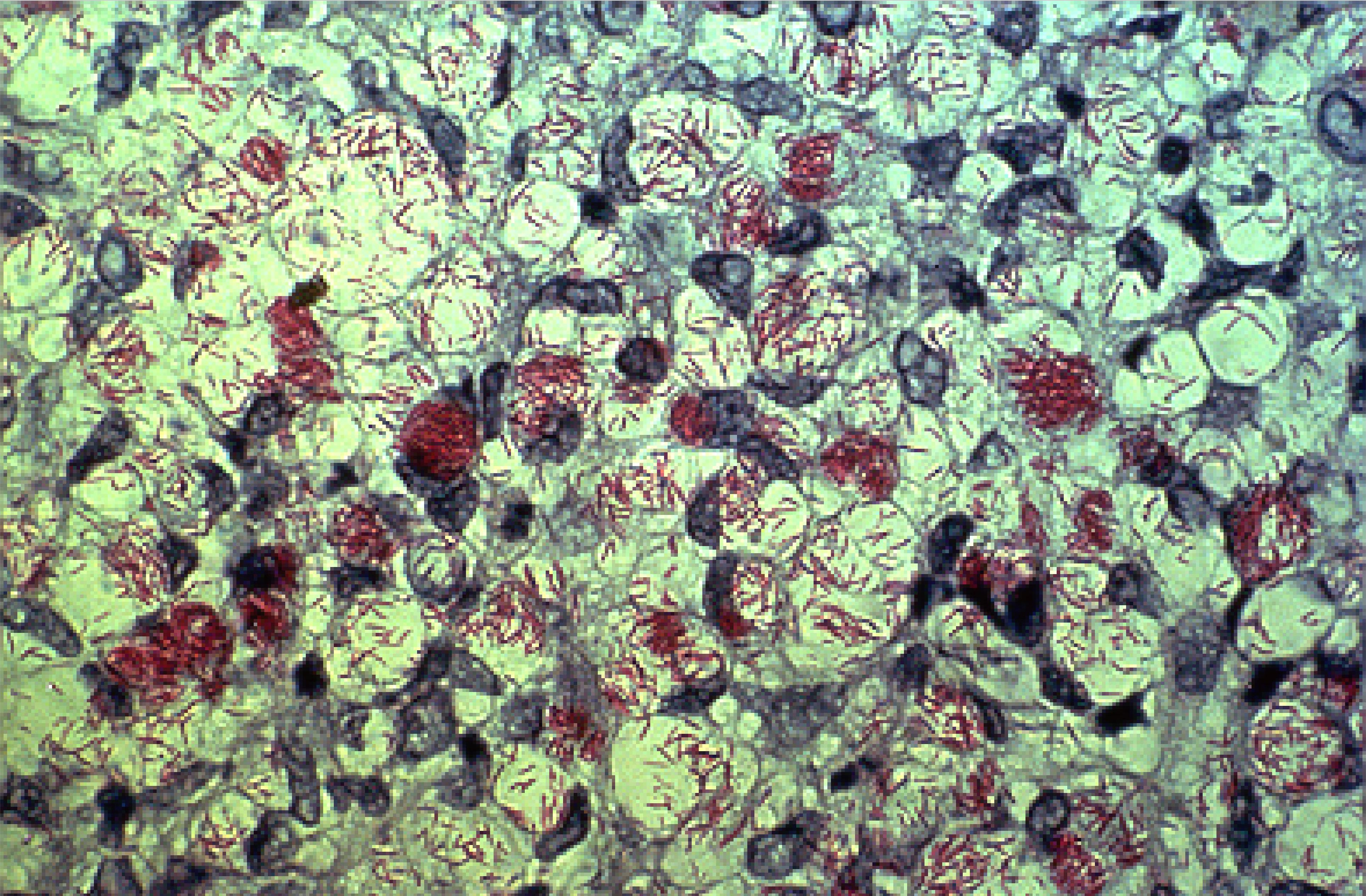
Mycobacterium leprae, barwienie metodą Ziehla-Neelsena

Rozpoznanie zakażenia Mycobacterium leprae ustala się na podstawie dolegliwości i objawów. Typowe zmiany patologiczne w zeskrobinach lub bioptatach ze zmienionych miejsc wskazują na zakażenie. W postaci lepromatycznej w zmianach występuje duża liczba kwasoopornych prątków. Wykonywany jest również test z leprominą, który daje dodatni wynik tylko w postaci tuberkuloidowej (reakcja nadwrażliwości).

## Leczenie
Postać tuberkuloidową leczy się rifampicyną i dapsonem przez 6 miesięcy. Postać lepromatyczną leczy się rifampicyną, dapsonem i klofazyminą przez minimum 12 miesięcy. Leczenie skojarzone ma zapobiegać lekoopornym nawrotom.

## Zapobieganie
Obecnie nie ma szczepionki przeciw Mycobacterium leprae.